# Обири, Хеллен
Хеллен Онсандо Обири (англ. Hellen Onsando Obiri; род. 13 декабря 1989, Кисии) — кенийская легкоатлетка, бегунья на средние и длинные дистанции. Трёхкратный призёр Олимпийских игр, двукратная чемпионка мира, чемпионка мира в помещении.
Профессиональную карьеру начала в 2011 году. На чемпионате мира 2011 года заняла 11-е место в беге на 1500 метров. Победительница мирового первенства в помещении 2012 года на дистанции 3000 метров с результатом 8.37,16.
Личный рекорд в беге на 1500 метров — 4.02,42; 3000 метров — 8.35,35.
На Олимпийских играх 2012 года заняла 12-е место в беге на 1500 метров.
31 мая 2014 года стала победительницей Prefontaine Classic в беге на 1500 метров с рекордом соревнований — 3.57,05.
На Олимпийских играх 2016 года в Рио-де-Жанейро стала второй на дистанции 5000 метров с результатом 14:29.77, проиграв более 3 секунд Вивиан Черуйот.
В 2017 и 2019 годах побеждала на дистанции 5000 метров на чемпионатах мира.
На Олимпийских играх 2020 года в Токио вновь стала второй на дистанции 5000 метров с результатом 14:38.36, проиграв 1,5 сек Сифан Хассан.
На Олимпийских играх 2024 года в Париже завоевала бронзовую медаль в марафоне.